# Мейдум
Медум, або Мейдум (араб. ميدوم) — єгипетський некрополь в мухафазі Бені-Суейф, приблизно 100 км на південь від сучасного Каїра.
Найвідомішим спорудженням некрополя є піраміда в Мейдумі, розпочата при фараоні Гуні (III династія) і закінчена при фараоні Снофру (IV династія). Вона вважається першою правильно побудованою пірамідою; кут нахилу її граней таки же як і у піраміди Хеопса. Сьогодні через пошкодження основи і обсипання зовнішнього покриття вона виглядає ступінчастою.
У некрополі Фліндерсом Пітрі були виявлені поховання додинастичного періоду з похованими в ембріональній позі останками, загорнутими в один шар льону, без похоронних предметів. Відправлена Пітрі в Королівський хірургічний коледж Лондона для вивчення мумія Ранофера була знищена при повітряному бомбардуванні міста під час Другої світової війни.
Крім цієї піраміди відомі також мастаби, що датуються початком IV династії:
- мастаба № 17 належить невстановленому князю;
- мастаба № 16 належить принцу Рахотепу і його дружині Нофрет[ru] (відома завдяки чудово збереженій скульптурній парній статуї подружжя, виставленої сьогодні в Каїрському музеї);
- мастаба № 6 належить синові Снофру, архітекторові піраміди в Медумі, принцу Нефермаату[ru] і його дружині Ітет. Виявлена примітна фреска «Мейдумські гуси[ru]» високої художньої роботи.

Некрополь використовувався також в період Нового царства і Пізнього періоду.

Археологічні дослідження місцевості робилися Огюстом Маріеттом (1871-1872), Гастоном Маспером (1881-1882), Фліндерсом Пітрі (в 1891 і 1909-1910), Алланом Рауе (1929-1930), Мохсемом Махмудом Джалілом б Алі Ель-Джулілом.

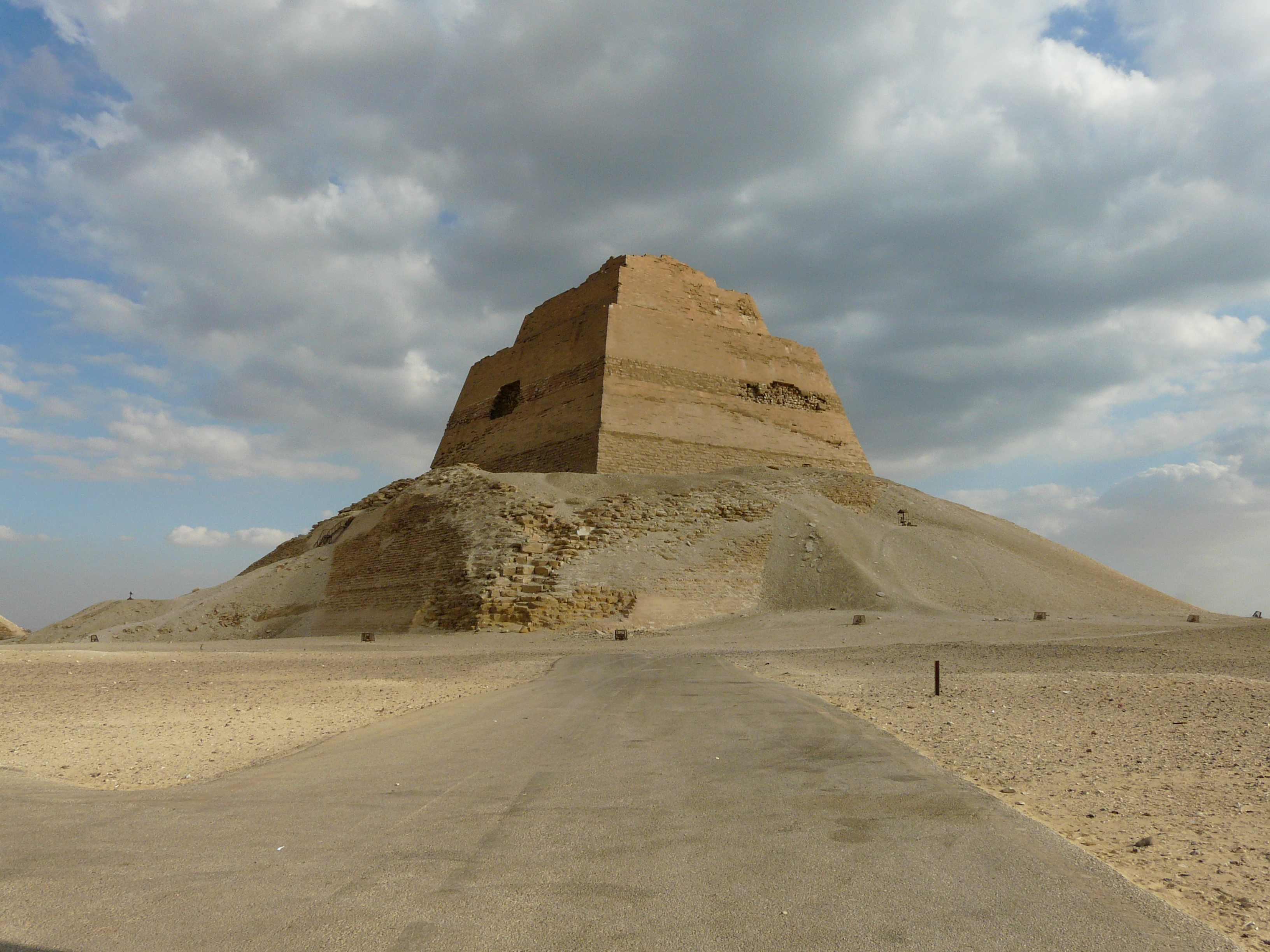
Піраміда в Медумі
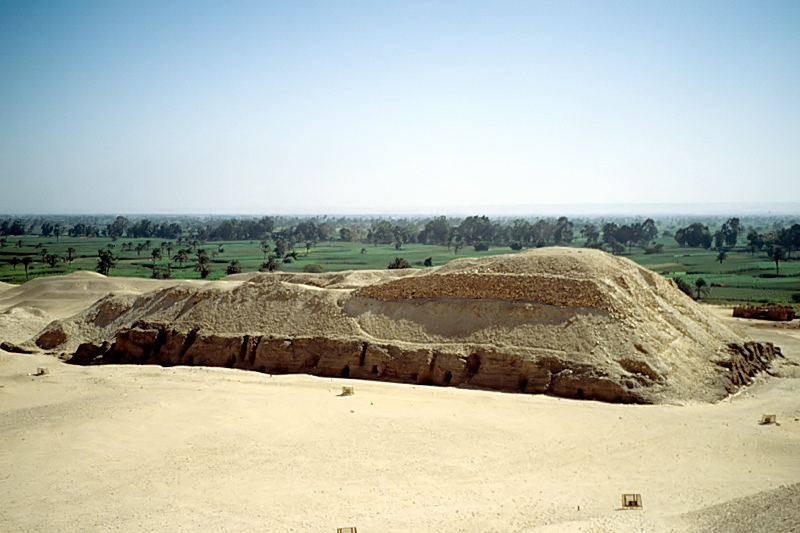
Мастаба №17
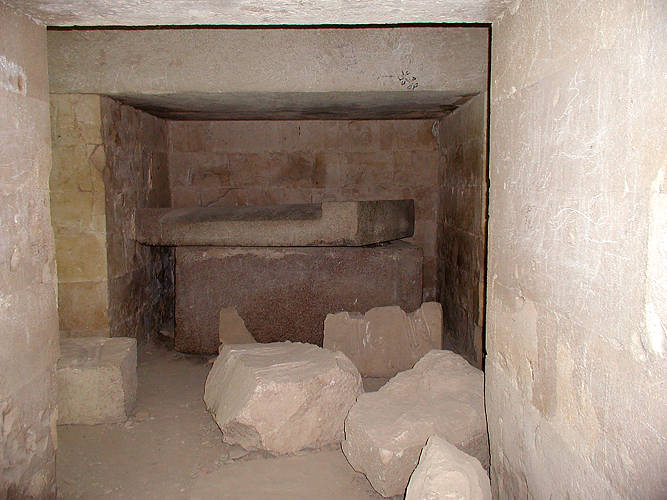
Всередині мастаби №17
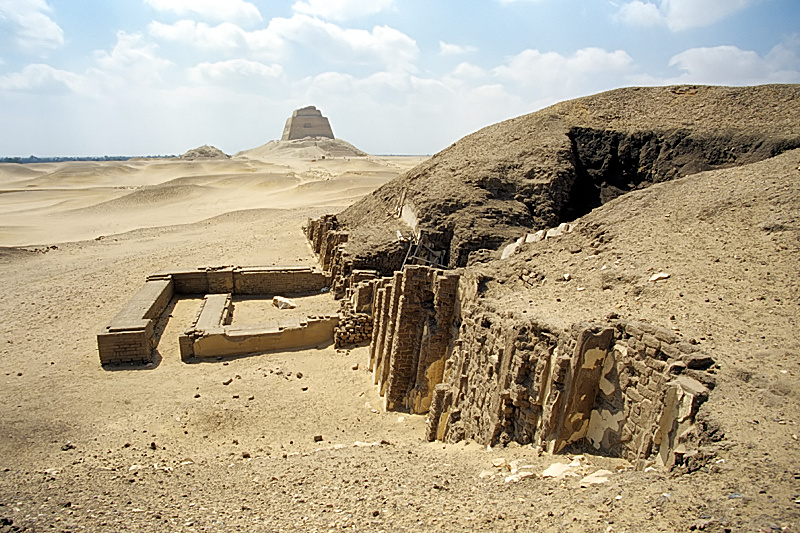
Південна сторона мастаби №16. Вдалині - Піраміда в Мейдумі
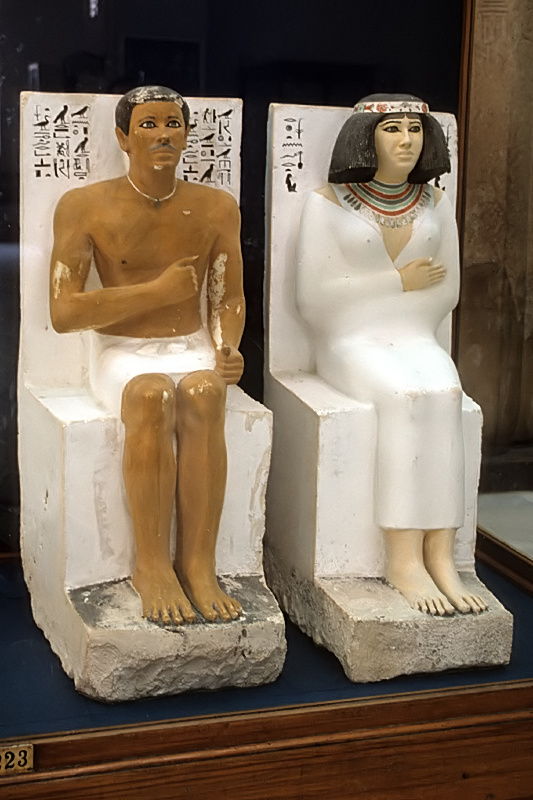
Парна скульптура принца Рахотепа і Нофрет. Каїрський музей
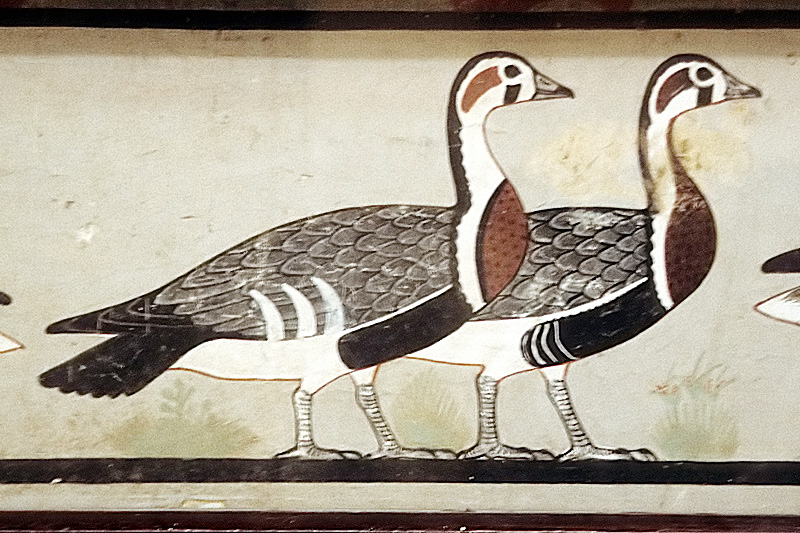
Мейдумські гуси з мастаби №6